# Genovesa
Genovesa je malý (14 km) ostrov souostroví Galapágy v Pacifiku. Je to vlastně vrchol štítové sopky, s vrcholovou kalderou, jejíž stěny se propadly a vytvářejí v současnosti záliv Darwin Bay. Povrch ostrova pokrývají čerstvé lávové proudy, ale doba poslední erupce není známa (odhaduje se na několik set let). Bazalty ostrova jsou charakteristické velkými krystaly plagioklasu.